# Qeqertarsuatsiaq (Qeqertarsuatsiaat)
 Denne artikel omhandler Qeqertarsuatsiaq ved Qeqertarsuatsiaat. For andre betydninger af Qeqertarsuatsiaq, se Qeqertarsuatsiaq.
Qeqertarsuatsiaq er en grønlandsk ø, der ligger omtrent halvvejs mellem byerne Nuuk og Paamiut, med ca. 130 km til hver. Øen er 10 km på den længste led og fem km på det bredeste sted. Bygden Qeqertarsuatsiaat (dansk: Fiskenæsset) er beliggende i den nordlige ende af øen.
I 1758 anlagde den tyske missionærgruppe, Herrnhutiske Brødremenighed, en missionsstation ca. tre km sydvest for Qeqertarsuatsiaat, der blev døbt Lichtenfels. Størstedelen af bygden beboere var knyttet hertil. Stationen blev nedlagt i 1954 og fredede kirkebygninger brændte i 1988.